# Cão de Guarda de Moscou
Cão de Guarda de Moscou (em russo:  московская сторожевая) é uma raça de cão que foi criada na União Soviética. Advém de cruzamentos entre o São Bernardo, Pastor do Cáucaso, e raças de sabujos malhados russos. Ele tem o tamanho físico, atratividade e a inteligência de um São Bernardo e a consciência e assertividade características de um Caucasiano Ovtcharka.
A raça é muito grande e o peso é entre 45 e 68 kg (100 e 150 lbs). Eles são conhecidos como uma grande poderosa raça com um delicado temperamento, portanto, se ele é criado corretamente com o treinamento com disciplina, Cão de Guarda de Moscou poderia se adaptar em qualquer ambiente e ser um perfeito animal de proteção de estimação da família. Ao contrário de seu moderno parente São Bernardo, a raça precisa de muito exercício vigoroso. Eles não babam, como muitos dos outros molossos. Até recentemente, Cães de Guarda de Moscou são muito difíceis de encontrar fora da Rússia e ex-união Soviética, no entanto, estão se tornando mais populares na Europa e, recentemente, chegou aos Estados Unidos. A primeira ninhada de Cães de Guarda de Moscou nasceu nos EUA em 6 de junho de 2015. Existem atualmente 27 exemplares que vivem nos Estados Unidos.

## Aparência
Relacionados aos cães de montanha, o Cão de Guarda de Moscou, uma das maiores raças de cães, tem entre 64 e 69 cm (25 e 27 polegadas) de altura e pesa 45-68 kg (100 a 150 libras). Eles são cães musculosos que tem uma volumosa cabeça e poderosas pernas. Sua pelagem é grossa em um comprimento moderado, com a cor branco e vermelho. Sua cauda felpuda é longa o suficiente para tocar o chão. Eles tem costelas bem arqueadas, geralmente dão uma impressão de firmeza e confiança.

## Temperamento
Cão de Guarda de Moscou tem bom temperamento, mas requer treinamento e um proprietário que se comprometa a alcançar a posição de líder. Na natureza, os cães têm hierarquia na matilha. Portanto, quando os humanos vivem com cães, é uma boa ideia para os seres humanos a estabelecer-se como um líder, de uma ordem mais elevada do que os cães, para que eles possam estabelecer regras. Nessa relação, o Cão de Guarda de Moscou é conhecido por ser um gigante gentil, assertivo e protetor para sua família, quando em perigo.

## Saúde
O Cão de Guarda de Moscou é geralmente uma raça saudável, mas ainda tem o risco de ser propenso a displasia da anca e outros problemas de raças grandes. O Cão de Guarda de Moscou exige um enorme espaço para se mover e não é adequado para viver em um apartamento pequeno. Eles precisam de exercícios regulares, como ir para uma longa caminhada ou correr livremente em uma área segura, para ficar saudável. A escovação regular com uma escova de cerdas e banhos também são necessários.

## Ligações externos
- Federação Cinológica Russa
- www.molosserdogs.com